# هاوارد مارکس
هاوارد مارکس (انگلیسی: Howard Marks؛ ۱۳ اوت ۱۹۴۵ – ۱۰ آوریل ۲۰۱۶) یک قاچاقچی مواد مخدر ولزی بود که به نویسندگی روی آورد. در دوران اوج فعالیت خود محموله‌های مواد مخدر با ظرفیت ۳۰ تن قاچاق می‌کرد. او در نهایت توسط اداره مبارزه با مواد مخدر آمریکا به ۲۵ سال زندان محکوم شد و در آوریل ۱۹۹۵ و پس از طی ۷ سال از زندان آزاد شد. پس از آزادی از زندان، به نوشتن و انتشار زندگینامه خود به نام مستر نایس پرداخت که بسیار پرفروش شد. وی هم‌چنین از فعالان تغییر در قوانین مواد مخدر بود.